# Luigi Stifani
Luigi Stìfani, detto maestro Gigi (mesciu Gigi, in dialetto salentino; Gallipoli, 15 febbraio 1914 – Nardò, 2000), è stato un violinista italiano.
Di professione barbiere, grazie ai virtuosismi del suo strumento e ai moduli musicali da lui stesso inventati, ha condotto, nel corso della sua vita, innumerevoli esorcismi su donne tarantate.
È stato anche un abile suonatore di mandolino e chitarra. Il maestro Gigi (con la sua orchestrina composta da suonatori esperti di rituali di tarantismo, tra cui la suonatrice di tamburello, Tora Marzo e il suonatore di organetto Pasquale Zizzari) oltre a curare molte tarantate con il "pizzico" del suo violino, ha annotato su una rubrica tutti i casi di tarantismo che gli si sono presentati (29 dal 1928 al 1972), inventando, inoltre, un suo originale e istintivo sistema di notazione fatto di sillabe e numeri.

## Biografia
La taranta è viva grazie a Mesciu Gigi che oltre a trasmettere la sua musica ha svelato il volto della cultura popolare del tarantismo. (Ruggiero Inchingolo)
Il maestro Luigi Stifani è considerato uno dei più importanti violinisti terapeuti dei rituali legati al tarantismo salentino, fenomeno tra i più rilevanti della demo-antropologia italiana.
Dal fratello Antonio, anch'egli musicista polistrumentista, apprese i primi rudimenti musicali.
Maestro Gigi ha "musicato" le tarantate fin da giovane. Le ha curate col "pizzico" del violino, che a suo dire ritocca il veleno che si poggia sullo stomaco. Quando le tarantate ricevono questo suono si incominciano ad eccitare rovesciando il giallo del veleno che è nello stomaco.
Stifani accompagnò Ernesto De Martino in occasione della sua ricerca sul tarantismo negli anni cinquanta, introducendolo ai simbolismi di una tradizione che trovò spazio in uno dei saggi fondamentali dell'antropologia italiana, La terra del rimorso. D'altro canto, lo stesso libro conferì notorietà anche a Mesciu Gigi che, a differenza di altri importanti e coevi musicisti terapeuti, mantenne ampie relazioni con il mondo degli studiosi accademici e non, e fino alla scomparsa, la sua bottega di barbiere è stata meta di un'inesauribile sequenza di amici, studiosi e curiosi. Tra gli studiosi più assidui c'era Ruggiero Inchingolo, allora studente al DAMS di Bologna, che dopo alcuni anni di studio sulla musica, sulla tecnica violinistica e sul contesto musicale di Mesciu Gigi, nonché attraverso un'esperienza di incontro umano tra musicisti, si laureò nel 1989 con la tesi Biografia di un suonatore popolare: Luigi Stifani di Nardò.
Nel 2021viene pubblicato un docufilm dal titolo Mesciu Gigi a cura di Salvatore Villani  che racconta da vita di Luigi Stifani, grazie a un racconto dialogico svolto con quanti lo hanno conosciuto e hanno memoria dell’importante lascito culturale che il musicista di Nardò ha saputo tramandare. La prima parte del film esplora la sua vita familiare, l’apprendistato musicale, le terapie domiciliari, il suo linguaggio musicale e la tecnica esecutiva sugli strumenti musicali, la sua devozione a San Paolo di Galatina, il suo multiforme percorso artistico. La seconda parte pone invece l’attenzione sul “Memorial” svolto dal 2001, a lui dedicato dopo la sua morte.

### Io al Santo ci credo
Le ricerche degli studiosi sono orientate a capire l'origine del fenomeno del tarantismo come legata alla persona, concepita nella sua unità psicofisica, colpita da uno stato di sofferenza, generatore di una sorta di iato, di scissione in questo unicum. Si continuano a cercare le cause sociali, economiche, organiche, psichiche del perché il meccanismo psico-frustrante scatti in una persona.
In cinquant'anni di attività pseudo-sciamanica, in un'area d'influenza circoscritta tra Nardò e il suo circondario, il maestro Luigi Stifani dice di aver curato molte tarantate, le cui storie ha trascritto in un diario privato, che egli stesso ha intitolato Elenco del tarantolismo - Biografie delle tarantolate di Nardò e della provincia e fuori provincia.
Nel volume Io al Santo ci credo (2000) è raccolto il diario manoscritto delle esperienze di Stifani. Sandro Portelli, autore dell'introduzione, racconta di aver ricevuto il diario dalle mani di Luigi Stifani agli inizi degli anni ottanta. Allora, il maestro glielo aveva consegnato con l'impegno da parte del ricevente di non renderlo pubblico, se non dietro sua personale autorizzazione. Nel 1998, dopo una serie di incontri, avvenuti nella sua casa al mare in Santa Maria al Bagno, il maestro Luigi Stifani diede il consesso alla divulgazione. Si tratta di una scrittura in forma di dialetto italianizzato, in cui trovano spazio 29 biografie di persone tarantate a Nardò e nei paesi limitrofi.
Stifani ha continuato a suonare anche dopo il 1972, anno che corrisponde all'ultimo caso di tarantismo da lui registrato, ma a suo dire si è sempre trattato di tarantolate blande, cioè di persone "pizzicate" da tarantole con un veleno non molto forte.

## Caratteri e tecniche
Il repertorio dei musicisti terapeutici era diversificato perché si pensava che il mitico ragno (il cui morso provocava lo stato di malessere da cui si usciva mediante la terapia coreutico-musicale) potesse avere differenti personalità, (tarante ballerine, canterine, libertine ma anche “tristi e mute”, associate a stati d'animo depressi) e pertanto lo stimolo al ballo era offerto da una rosa di brani, tra i quali era scelto il più efficace.
Mesciu Gigi dava ai brani diversi nomi, a seconda del loro "carattere": "Pizzica indiavolata" in La maggiore o tarantella neretina, "Pizzica indiavolata" in Sol maggiore, "Pizzica sorda" in Sol maggiore (o "Tarantata sorda", da usare nei casi particolarmente inerti), "Pizzica minore" generalmente in Re minore, "Pizzica in Re maggiore".
Tra le tecniche violinistiche di Luigi Stifani si annovera l'impiego di note ribattute mediante il tremito dell'arco, la presenza della IV aumentata in alcuni brani e differenti tecniche ritmiche.

## Catartica musicale
Nel corso delle sue ricerche sul tarantismo Ernesto De Martino ha tentato di individuare gli antecedenti classici di alcuni degli elementi che componevano questo rito. La catartica musicale associata a disordini somatici, psichici e morali messi in rapporto con stati di possessione da parte di numi, dèmoni, spiriti di morti, eroi è un elemento elaborato dalla cultura greca, che le fonti ci presentano associato a diversi contesti quali ad es. il coribantismo, gli stati di mania, il dionisismo, e irrelato a dottrine filosofiche come il pitagorismo, il pensiero di Platone e quello di Aristotele, che se ne servono quali metafore strutturanti la materia della loro opera. Tuttavia, per i pitagorici va detto che non furono solo teorici della efficacia risanatrice della musica, ma furono anche catarti operanti, ovvero praticavano la musica nella convinzione che avesse un potere curativo. Sappiamo che si dedicarono a questa attività Pitagora e i tarantini Archita, Aristosseno, Clinia.
In particolare, l'esplorazione musicale, messa in campo in questo tipo di esorcismi, prevede che l'"avvelenato", cioè la vittima della possessione, che nel caso del tarantismo è data dal morso di un ragno o di un insetto, si dibatta nel suo stato fino al risveglio rituale, quando cioè all'interno del repertorio tradizionale in esecuzione è stata individuata la melodia adatta a liberare il malato. Si tratta della convinzione di trovare attraverso questo procedimento la musica congeniale al nume che ha mandato il morbo o alla taranta avvelenatrice, nel caso del tarantismo. Vale la pena ricordare che anche nell'Argia sarda la fase esplorativa della danze e della musica ha uno spazio rilevante.
Questa serie di concordanze rituali che dal mondo greco ci portano all'Italia del sud, secondo De Martino, conferma l'ipotesi di un arcaico complesso protomediterraneo, le cui strutture si mantengono non soltanto nel coribantismo, nel tarantismo pugliese e nelle forme affini sarde e iberiche, ma altresì nei culti africani di tipo zar e bori, e nei loro prolungamenti e sviluppi afro-americani, sino al vudu afro-haitiano, con riplasmazioni di volta in volta specifiche a seconda dei luoghi, dei tempi e di varie circostanze e influenze culturali.
Impressionante è pure il resoconto liviano che riferisce dei culti dionisiaci celebrati nel lucus Stimulae ai piedi dell'Aventino, che di notte risuonava di timpani, cembali e degli ululati delle baccanti in corsa (Livio, Ab Urbe condita, XXXIX). Pare che questi rituali fossero stati introdotti dai 30.000 schiavi di Taranto deportati da Fabio a Roma. Anche in questo caso è difficile negare delle affinità con il tarantismo.

## Memoria
Dal 2000, anno della scomparsa del musicista, si tiene un memorial in suo onore, sotto il patrocinio dell'Assessorato alla Cultura del Comune di Nardò, realizzato con il contributo spontaneo di musicisti e ricercatori.